# Карасевич, Александр Александрович
Алекса́ндр Алекса́ндрович Карасе́вич (укр. Олександр Олександрович Карасевич; род. 18 июля 1981, Харьков) — украинский юрист и дипломат. Заслуженный юрист Украины (2022). Государственный секретарь МИД Украины (с 2024). Чрезвычайный и полномочный посол Украины в Нидерландах (2023—2024). Постоянный представитель Украины при организации по запрещению химического оружия с 21 июня по 29 ноября 2024 года по совместительству. Чрезвычайный и полномочный посол (2024).

## Биография
Родился в 1981 году в Харькове, Украинская ССР. Вырос в Херсонской области.
Окончил Национальный юридический университет имени Ярослава Мудрого (Украина, 2003; юрист) и юридическую школу Osgood Hall (Канада, 2009, магистр права).
Был главным консультантом Главного управления международных отношений Администрации Президента Украины, членом Экспертной комиссии по подготовке проектов международных договоров Украины о правовых отношениях и правовой помощи по гражданским, уголовным делам.
Являлся заведующим сектором международно-правовых вопросов Главного департамента внешней политики и европейской интеграции Администрации Президента Украины, членом делегации Украины для участия в переговорах в рамках Форума ОБСЕ по сотрудничеству в области безопасности, Совместной консультативной группы и Консультативной комиссии по открытому небу.
До назначения на должность посла работал генеральным директором директората по внешней политике и стратегическому партнёрству Офиса президента Украины. Участвовал в рабочей группе по разработке и подготовке предложений по созданию специального международного трибунала по преступлению агрессии РФ против Украины.
С 10 мая 2023 по 29 ноября 2024 года — чрезвычайный и полномочный посол Украины в Королевстве Нидерланды.
С 21 июня по 29 ноября 2024 года — постоянный представитель Украины при Организации по запрещению химического оружия по совместительству.
С 29 ноября 2024 года — государственный секретарь МИД Украины.

## Дипломатический ранг
- Чрезвычайный и полномочный посол (21 декабря 2024)[11].

## Семья
Отец — Карасевич Александр Петрович (род. 1955), председатель Каховского городского совета (2006—2010; 2010—2015).